# Eropterus taiwanus
Eropterus taiwanus es una especie de escarabajo de alas de red perteneciente a la familia Lycidae. Se encuentra distribuido en la Isla de Taiwán. Fue inicialmente descrito en Japón por Bocák y Bocáková en 1987 con el nombre Eropterus aritai. Sadahisa Matsuda luego aclaró en 1992 que las características del insecto de Bocák y Bocáková le describían mejor como Eropterus taiwanus.